# Epalinges
Epalinges ist eine politische Gemeinde im Distrikt Lausanne des Kantons Waadt in der Schweiz. Der frühere deutsche Ortsname Späningen wird heute nicht mehr verwendet.

## Geographie

Luftbild (1964)

Epalinges liegt auf 785 m ü. M., 4 km nordöstlich der Kantonshauptstadt Lausanne (Luftlinie). Die Agglomerationsgemeinde von Lausanne erstreckt sich am Südabhang des Jorat, unterhalb des Passübergangs Col du Chalet-à-Gobet, im Waadtländer Mittelland, an aussichtsreicher Lage hoch über der Stadt Lausanne und rund 400 m über dem Seespiegel des Genfersees.
Die Fläche des 4,6 km² grossen Gemeindegebiets umfasst einen durch kleinere Täler gegliederten Abschnitt am Südhang des Jorat. Der Gemeindeboden wird im Westen durch das in die Molasse eingetiefte Tal des Baches Flon, im Osten durch das Tal des Flon Morand (Seitenbach der Paudèze) begrenzt. Auf dem Gemeindegebiet entspringen mehrere Seitenbäche des Flon. Ganz im Süden liegt das Quellgebiet der Vuachère. Das einzige grössere Waldgebiet, der Bois de la Chapelle, befindet sich am Rand des Tals des Flon Morand. Die höchste Erhebung von Epalinges wird mit 850 m ü. M. auf der Hochfläche des Jorat erreicht. Von der Gemeindefläche entfielen 1997 49 % auf Siedlungen, 27 % auf Wald und Gehölze und 24 % auf Landwirtschaft.
Zu Epalinges gehören neben dem eigentlichen Dorf Epalinges-Village auch die Siedlungen Les Croisettes und La Croix-Blanche, sowie die Weiler Ballaigue (800 m ü. M.) und En Marin (833 m ü. M.). Nachbargemeinden von Epalinges sind Le Mont-sur-Lausanne und Lausanne. Die Gemeinde bestand seit je aus mehreren Zentren. Heute sind die ehemaligen Landwirtschaftsflächen von Epalinges weitgehend überbaut, und das Siedlungsgebiet ist lückenlos mit demjenigen von Lausanne zusammengewachsen.

## Bevölkerung
| Bevölkerungsentwicklung | Bevölkerungsentwicklung |
| Jahr                    | Einwohner               |
| ----------------------- | ----------------------- |
| 1850                    | 759                     |
| 1900                    | 717                     |
| 1910                    | 768                     |
| 1930                    | 821                     |
| 1950                    | 863                     |
| 1960                    | 1327                    |
| 1970                    | 3844                    |
| 1980                    | 5160                    |
| 1990                    | 6944                    |
| 2000                    | 7516                    |

Mit 9919 Einwohnern (Stand 31. Dezember 2023) gehört Epalinges zu den mittelgrossen Gemeinden des Kantons Waadt. Von den Bewohnern sind 85,0 % französischsprachig, 5,5 % deutschsprachig und 2,0 % englischsprachig (Stand 2000). Die Bevölkerungszahl von Epalinges bewegte sich von 1850 bis 1940 stets im Bereich zwischen 700 und 800 Personen. Seit 1950 wurde eine Urbanisierung verbunden mit einer rasanten Bevölkerungszunahme und einer Verachtfachung der Einwohnerzahl innerhalb von 50 Jahren beobachtet. Besonders starke Zuwachsraten wurden dabei während der 1960er und der 1980er Jahre verzeichnet.

## Wirtschaft
Epalinges war bis zu Beginn des 20. Jahrhunderts ein vorwiegend durch die Landwirtschaft geprägtes Dorf. Heute haben der Ackerbau sowie die Viehzucht und Milchwirtschaft kaum noch eine Bedeutung in der Erwerbsstruktur der Bevölkerung.
Seit dem 17. Jahrhundert wurde die Wasserkraft des Flon durch eine Mühle und eine Sägerei genutzt. Von 1675 bis 1875 gab es in Epalinges eine Ziegelei. 1916 wurde die Klinik Silvana für Tuberkulosekranke gegründet, die als erstes Lungensanatorium nicht in den Bergen lag. Grössere Gewerbe und Dienstleistungsunternehmen siedelten sich erst seit den 1970er Jahren in Epalinges an. Verschiedene Betriebe sind heute in den Bereichen Informatik und Feinmechanik tätig. Das Centre de laboratoires des Croisettes betreibt Forschung in der Biomedizin. Es besteht hauptsächlich aus drei Instituten, dem Schweizerischen Institut für Experimentelle Krebsforschung (ISREC), dem Institut Ludwig und dem Biochemischen Institut der Universität Lausanne.
Das Zentrum von Epalinges verlagerte sich nach 1970 mit dem Bau eines neuen Verwaltungsgebäudes und Gemeindezentrums von Epalinges-Village nach La Croix-Blanche. Die Gemeinde verfügt auch über grosse Sportanlagen; der Golfplatz Epalinges liegt jedoch zum grössten Teil auf Lausanner Gebiet. 
In den letzten Jahrzehnten hat sich Epalinges mit der Errichtung von Mietshäusern und der Erschliessung von Villenquartieren zu einer Wohngemeinde gewandelt. Viele Erwerbstätige sind deshalb Wegpendler, die im nahen Lausanne ihrer Arbeit nachgehen.

## Verkehr
Die Gemeinde ist verkehrstechnisch sehr gut erschlossen. Sie liegt an der Hauptstrasse 1 von Lausanne über den Pass Chalet-à-Gobet nach Bern. Der Autobahnanschluss Lausanne-Vennes an der 1974 eröffneten A9 (Lausanne–Sion) befindet sich unterhalb von La Croix-Blanche.
Der Verkehrsanschluss in Richtung Lausanne erfolgt seit September 2008 durch die Metrolinie M2, deren nördliche Endstation Les Croisettes sich am Dorfrand in der Nähe des Autobahnanschlusses befindet. Die von den Transports publics de la région Lausannoise betriebene, vollautomatische U-Bahn ersetzt eine Linie des Trolleybus Lausanne. Epalinges wird durch mehrere Autobuslinien erschlossen, darunter die Linie 62 nach Moudon.

## Geschichte
Die erste urkundliche Erwähnung des Ortes erfolgte 1182 als de Spanengis. Später erschienen die Bezeichnungen Espaningio (1224), Espalingio (1283) und Espallingiez im 14. Jahrhundert. Der Ortsname geht vermutlich auf den burgundischen Personennamen Ipano zurück und bedeutet bei den Leuten des Ipano. Durch die Rodung des Waldgebietes am Südhang des Jorat entstanden im 11. Jahrhundert die ersten Siedlungen. Epalinges gehörte im Mittelalter dem Lausanner Domkapitel.
Mit der Eroberung der Waadt durch Bern im Jahr 1536 kam Epalinges unter die Verwaltung der Landvogtei Lausanne. Nach dem Zusammenbruch des Ancien Régime gehörte das Dorf von 1798 bis 1803 während der Helvetik zum Kanton Léman, der anschliessend mit der Inkraftsetzung der Mediationsverfassung im Kanton Waadt aufging. 1798 wurde es dem Bezirk Lausanne zugeteilt. In der ersten Hälfte des 20. Jahrhunderts wurde die Eingemeindung von Epalinges in die Stadt Lausanne mehrfach diskutiert, 1947 aber verworfen.

## Sehenswürdigkeiten

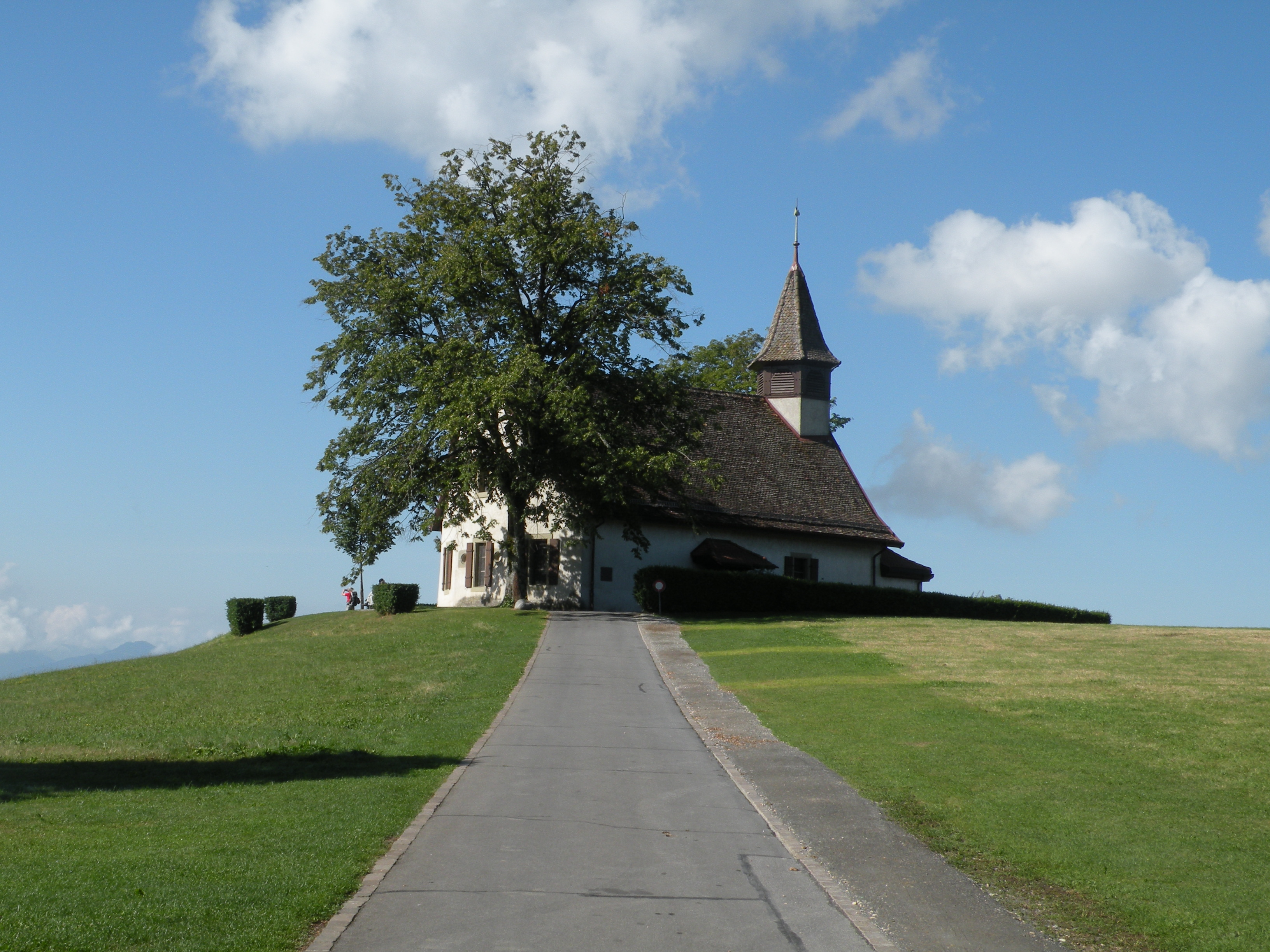
Die Kirche von Les Croisettes

Die Kirche von Les Croisettes wurde 1662 erbaut. Ebenfalls aus der Berner Zeit stammt das alte Gemeindehaus in Epalinges-Village, das 1709 errichtet wurde.

## Persönlichkeiten
Die bislang berühmtesten Einwohner von Epalinges waren bzw. sind ein Belgier und ein Schwede. Georges Simenon verbrachte den letzten Teil seines Lebens in einer Villa in Epalinges und Ingvar Kamprad, Gründer von Ikea, lebte seit den 1970er Jahren bis 2013 in der Waadtländer Gemeinde.